# 코코넛 밀크
코코넛 밀크(coconut milk)는 잘 익은 코코야자 과육을 갈아서 추출한 식물성 밀크이다. 유백색 액체의 불투명도와 풍부한 맛은 높은 코코넛기름 함량 때문인데, 대부분이 포화 지방이다. 코코넛 밀크는 동남아시아, 오세아니아, 남아시아, 동아프리카에서 사용되는 전통적인 식품 재료이다. 또한 근세 코코야자가 도입된 카리브 제도, 중앙아메리카, 남아메리카 북부, 서아프리카에서도 요리에 사용된다.
코코넛 밀크는 지방 함량에 따라 하위 유형으로 구분된다. 일반적으로 지방 함량이 가장 높은 코코넛 크림(또는 진한 코코넛 밀크), 지방 함량이 최대 약 20%인 코코넛 밀크(또는 묽은 코코넛 밀크), 지방 함량이 미미한 코코넛 탈지유로 나눌 수 있다. 이러한 용어는 서구 국가에서 판매되는 상업용 코코넛 밀크에서는 항상 지켜지지 않는다.
코코넛 밀크는 우유 대용물을 생산하는 데도 사용될 수 있으며(때로는 "코코넛 밀크 음료"로 구분됨), 이 제품은 요리용이 아니라 음료용이다. 푸에르토리코의 달콤하고 가공된 코코넛 밀크 제품은 코코넛 크림 오브 코코넛으로도 알려져 있다. 이것은 피냐 콜라다와 같은 많은 후식과 음료에 사용되지만, 코코넛 크림과 혼동해서는 안 된다.

## 영양
100 밀리리터 (ml) 분량의 코코넛 밀크는 230 킬로칼로리를 함유하며, 68%의 물, 24%의 총 지방, 6%의 탄수화물, 2%의 단백질로 구성된다(표). 지방 구성에는 21그램의 포화 지방이 포함되며, 그 중 절반은 라우르산이다(표).
코코넛 밀크는 망가니즈의 풍부한 공급원(100g당 하루 권장량의 40% 이상)이며, 그 외의 다른 미량영양소는 상당한 함량으로 포함되어 있지 않다(USDA 출처 표 참조).

## 정의 및 용어
코코넛 밀크는 유화제 및 증점제 역할을 하는 단백질이 포함된 비교적 안정적인 수중유 에멀션이다. 불투명하고 우유빛 흰색이며, 농도는 물처럼 묽은 것부터 크림처럼 걸쭉한 것까지 다양하다. 지방 함량에 따라 코코넛 밀크는 일반적으로 "코코넛 크림", "코코넛 밀크", "코코넛 탈지유"로 단순화된 여러 하위 유형으로 나뉜다. 이들은 각각 지방 함량이 가장 높은 것부터 가장 낮은 것까지 분류된다. 코코넛 밀크와 코코넛 크림(각각 "묽은 코코넛 밀크" 및 "진한 코코넛 밀크"라고도 함)은 코코넛이 자생하는 국가에서 전통적으로 추출 단계에 따라 구분된다. 또한 아시아 태평양 코코넛 공동체(APCC) 및 유엔 유엔식량농업기구 (FAO)가 정한 현대 표준에서도 구분된다. 그러나 이러한 표준이 의무적이지 않기 때문에 상업용 코코넛 밀크(특히 서구 국가에서)에서는 용어가 항상 지켜지지 않는다. 이로 인해 소비자에게 혼란을 줄 수 있다.
아시아 태평양 코코넛 공동체는 코코넛 밀크 및 코코넛 크림 제품을 다음과 같이 표준화한다.
| 제품               | 지방 함량 (%m/m) |
| ------------------ | ---------------- |
| 농축 코코넛 크림   | 40–50            |
| 고지방 코코넛 크림 | 30–39            |
| 중지방 코코넛 크림 | 25–29            |
| 저지방 코코넛 크림 | 20–25            |
| 고지방 코코넛 밀크 | 15–20            |
| 중지방 코코넛 밀크 | 10–15            |
| 저지방 코코넛 밀크 | 5–10             |
| 코코넛 탈지유      | 0–1.5            |

FAO의 코덱스 알리멘타리우스는 코코넛 밀크 및 코코넛 크림 제품을 다음과 같이 표준화한다.
| 제품               | 총 고형분 (%m/m) 최소–최대 | 무지방 고형분 (%m/m) 최소 | 지방 (%m/m) 최소 | 수분 (%m/m) 최대 | pH  |
| ------------------ | -------------------------- | ------------------------- | ---------------- | ---------------- | --- |
| 라이트 코코넛 밀크 | 6.6–12.6                   | 1.6                       | 5                | 93.4             | 5.9 |
| 코코넛 밀크        | 12.7–25.3                  | 2.7                       | 10               | 87.3             | 5.9 |
| 코코넛 크림        | 25.4–37.3                  | 5.4                       | 20               | 74.6             | 5.9 |
| 농축 코코넛 크림   | 37.4 최소                  | 8.4                       | 29               | 62.6             | 5.9 |

코코넛 밀크는 때때로 코코넛워터와 혼동될 수 있다. 코코넛 워터는 코코넛 씨앗 안에 있는 맑은 액체이며, 코코넛 밀크는 잘 익은 코코넛의 흰 속살을 수동 또는 기계적으로 으깨어 얻은 추출액이다. 코코넛 크림은 곱게 갈아낸 코코넛 과육으로 만든 반고체 페이스트인 코코넛버터와, 매우 달콤하게 가공된 코코넛 크림으로 만든 제품인 크림 오브 코코넛과 혼동해서는 안 된다.

## 전통적인 제조법

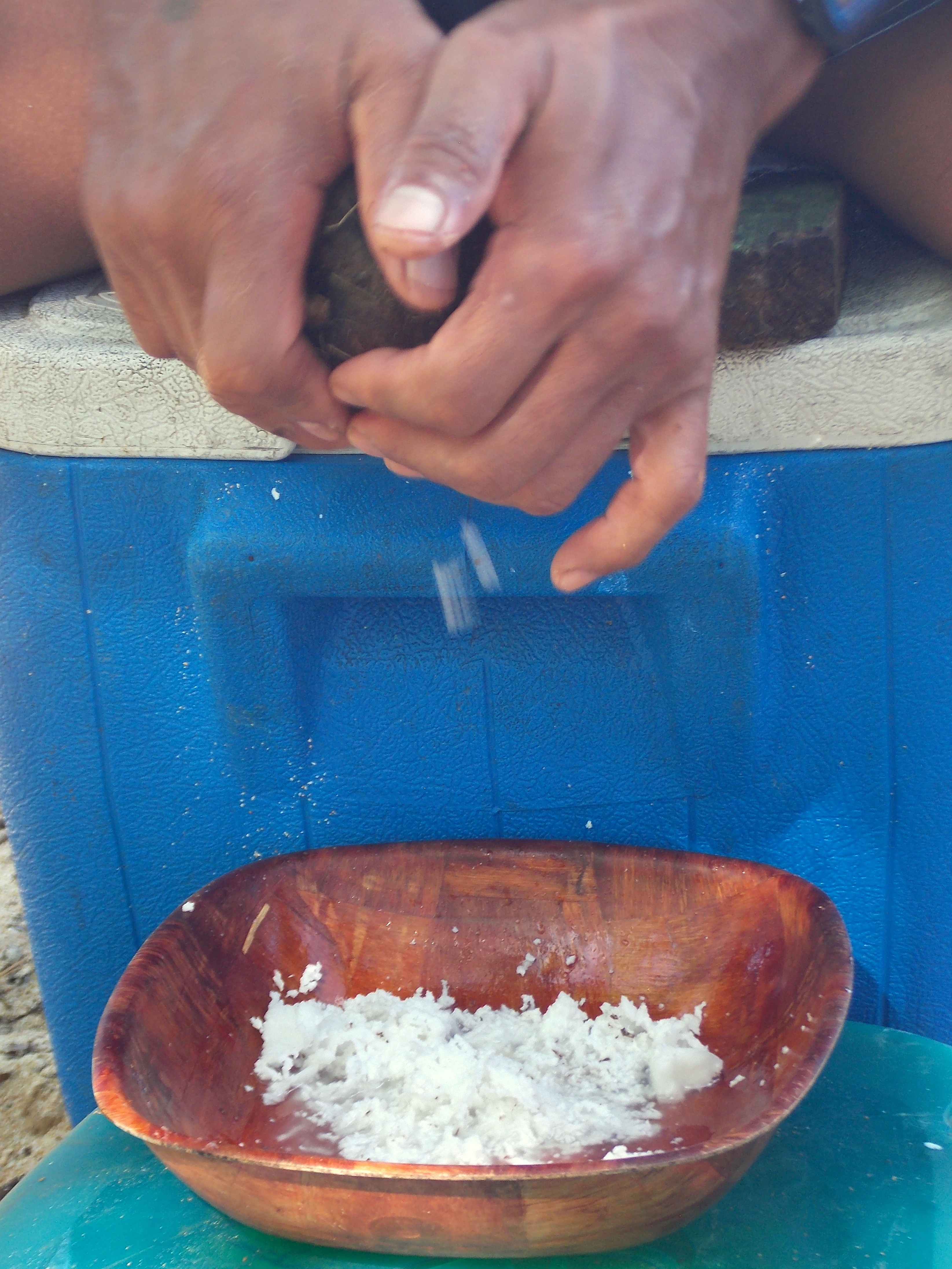
코코넛을 갈고 있다

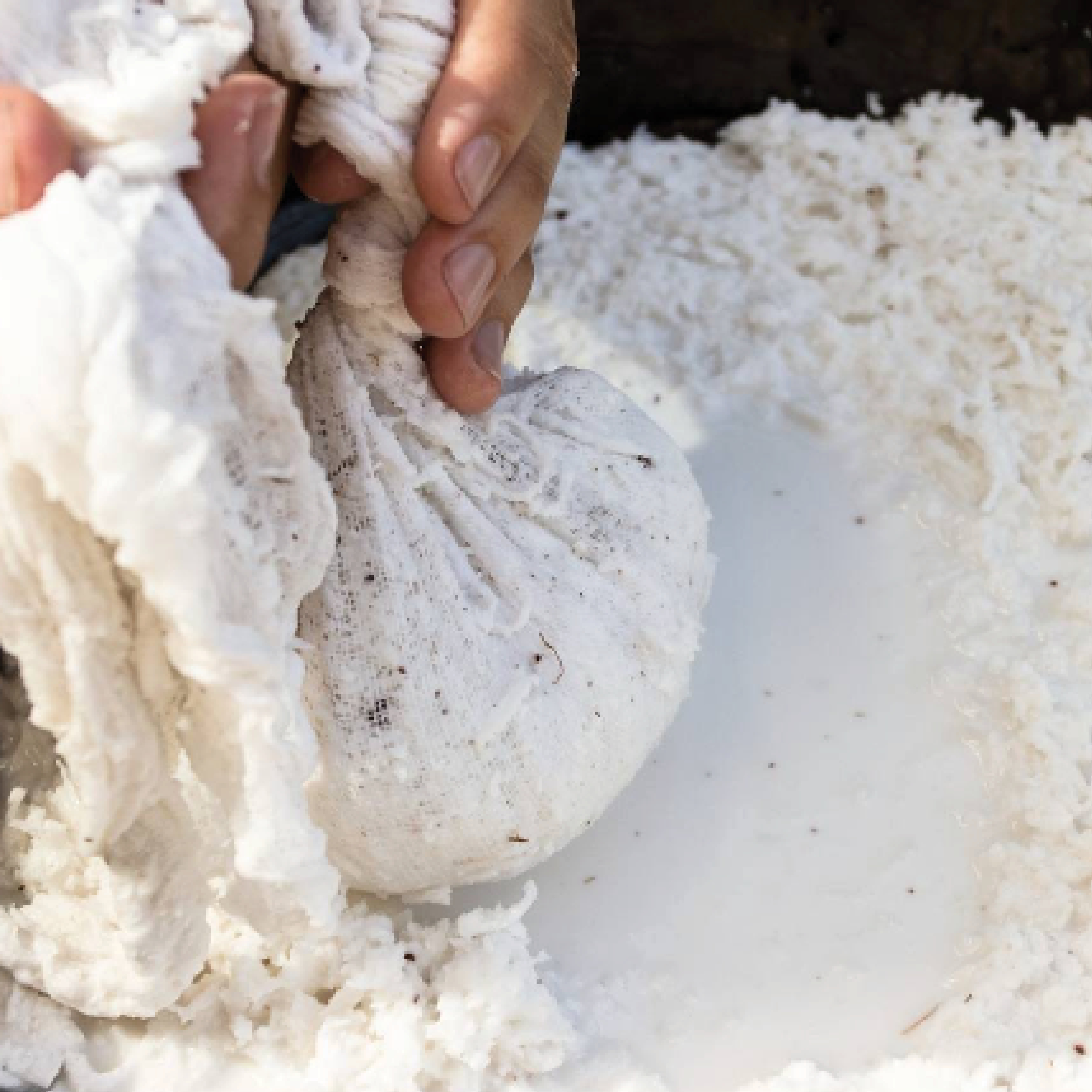
갈아낸 코코넛을 베보자기로 짜내고 있다

코코넛 밀크는 전통적으로 잘 익은 코코넛의 흰 속살을 갈아서 잘게 썬 코코넛 과육을 소량의 뜨거운 물과 섞어 과육에 있는 지방을 현탁시키는 방식으로 만들어진다. 갈아내는 과정은 수동 또는 기계로 수행할 수 있다. 폴리네시아인은 코코넛 과육에서 밀크를 짜내기 위해 바다 부용 나무, 헬리코니아속 또는 코코넛 자체의 특별한 섬유 다발인 타우아가(tauaga)를 사용할 수 있다.
코코넛 밀크는 전통적으로 코코넛 크림(또는 진한 코코넛 밀크)과 묽은 코코넛 밀크의 두 가지 등급으로 나뉜다. 코코넛 크림은 약 20%에서 50%의 지방을 함유하며, 묽은 코코넛 밀크는 5%에서 20%의 지방을 함유한다.
코코넛 크림은 갈아낸 코코넛 과육을 베보자기를 통해 직접 짜내는 첫 번째 압착에서 추출된다. 때때로 소량의 뜨거운 물이 첨가되기도 하지만, 일반적으로 코코넛 크림은 물을 첨가하지 않고 추출된다. 반면 묽은 코코넛 밀크는 짜낸 코코넛 과육을 뜨거운 물에 담근 후 여러 번 압착하여 생산된다.
또한 중력분리를 사용하여 코코넛 크림의 상층과 코코넛 탈지유의 하층을 분리할 수도 있다. 이는 추출된 액체를 단순히 한 시간 동안 방치함으로써 달성된다. 반대로 코코넛 크림은 물을 추가하여 더 묽은 코코넛 밀크로 희석할 수 있다.

코코넛 밀크 준비

전통적으로 제조된 코코넛 밀크는 공기에 노출되면 쉽게 상하기 때문에 신선하게 추출된 후 즉시 사용된다. 실온 28 to 30 °C (82 to 86 °F)에서는 지질 산화 및 지방분해로 인해 몇 시간 후에 산패된다. 산패된 코코넛 밀크는 강하고 불쾌한 냄새를 풍기며 독특한 비누 맛이 난다.

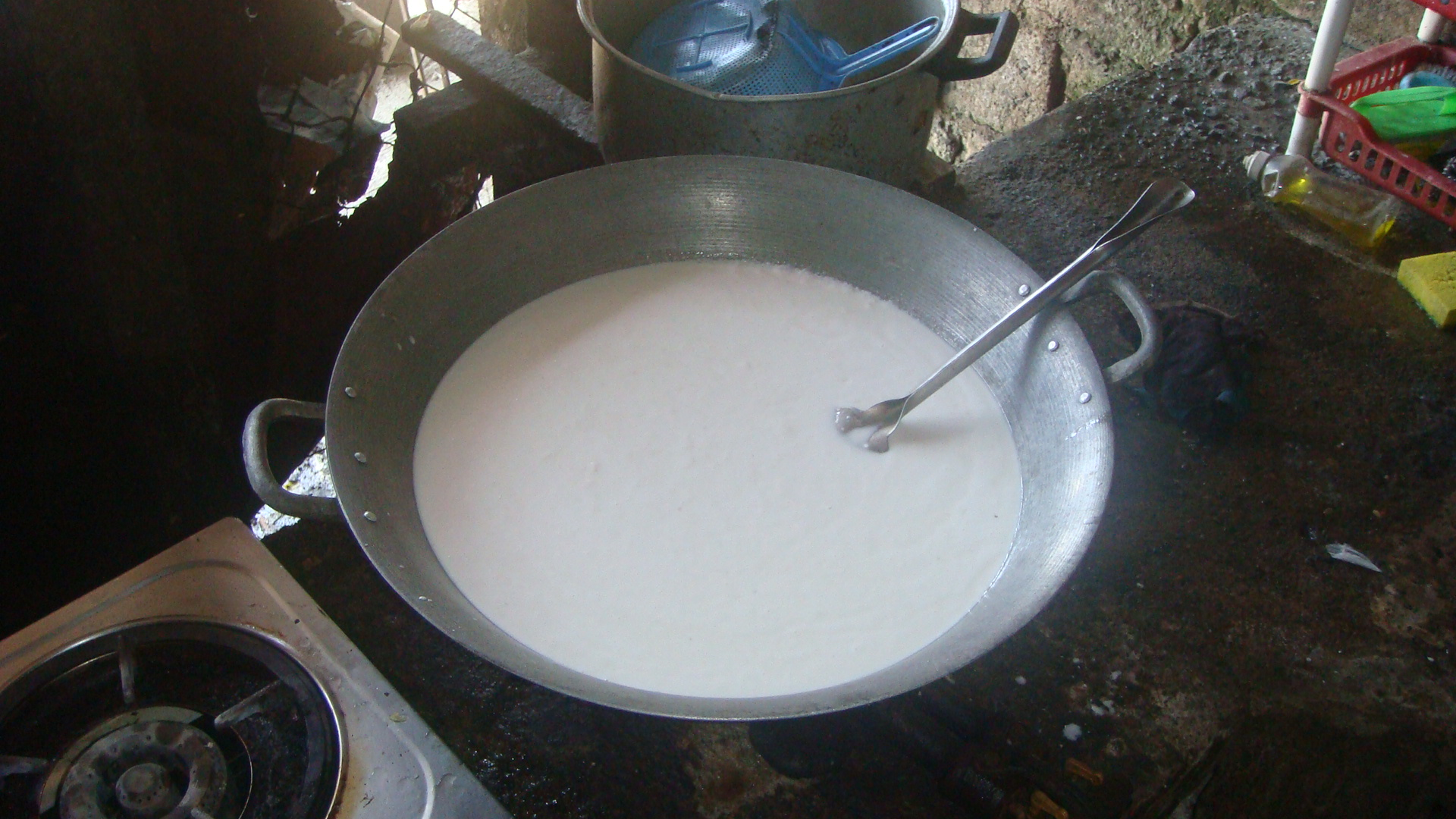
갈아낸 코코넛을 첫 번째로 압착하여 얻은 진한 코코넛 크림

코코넛 크림은 가용성, 부유 고형분 함량이 높아 후식과 풍부하고 건조한 소스에 좋은 재료로 잘 어울린다. 반면 묽은 밀크는 이러한 가용성 고형분 함량이 적다. 따라서 주로 일반적인 요리에 사용된다. 서구 국가에서는 신선한 코코넛 밀크가 흔하지 않고 대부분의 소비자가 카톤이나 캔에 담긴 코코넛 밀크를 구매하기 때문에 코코넛 크림과 묽은 코코넛 밀크의 구별은 일반적으로 이루어지지 않는다.
코코넛 밀크는 또한 전통적인 습식 공정 방법으로 버진 코코넛 오일을 생산하기 위한 중간 단계로, 점진적인 가열, 교반 또는 발효를 통해 이루어진다. 그러나 이러한 방법은 코프라를 통한 코코넛 오일 생산보다 효율성이 떨어진다.

### 코코넛 긁개

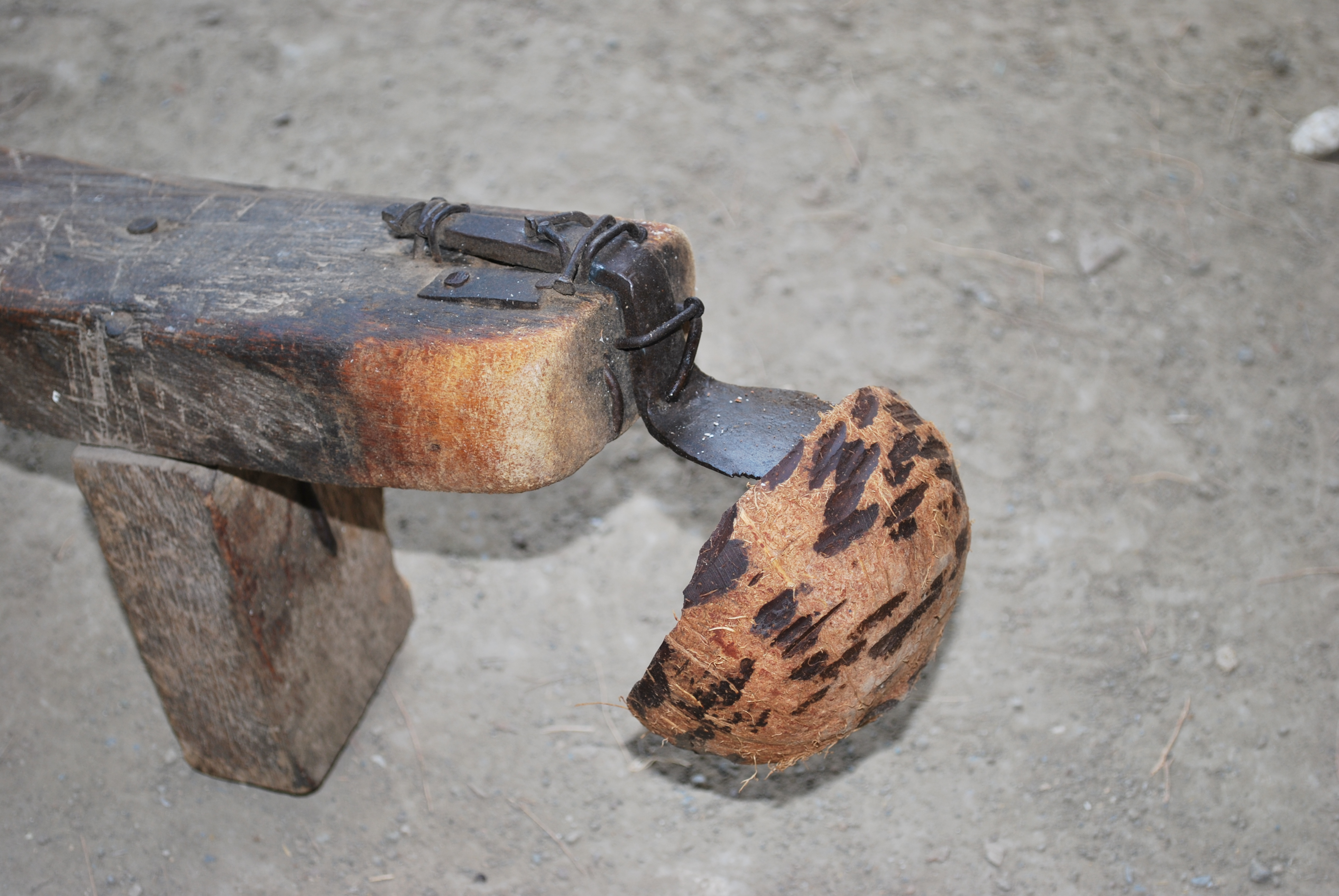
전통 코코넛 긁개

전통적으로 코코넛 밀크를 추출하는 데 필요한 도구인 코코넛 긁개는 오스트로네시아족의 물질문화의 일부였다. 동남아시아 섬에서 식민화 및 무역을 위한 오스트로네시아의 확장의 해상 항해를 따라 동쪽으로는 폴리네시아까지, 서쪽으로는 선사 시대에 마다가스카르와 코모로까지 도달했다. 이 기술은 근접성으로 인해 해안 동아프리카의 비오스트로네시아 문화권에도 확산되었다. 수동 코코넛 긁개는 열대 아시아-태평양 및 동아프리카 가정에서 표준 주방 도구로 남아있으며, 이는 인도-태평양 지역에서 코코넛 밀크 및 코코넛 오일 추출의 중요성을 강조한다.
코코넛 긁개의 기본 디자인은 한쪽 끝에 수평으로 톱니 모양의 원반(아시아와 아프리카에서는 금속, 오세아니아에서는 돌이나 조개껍질로 만들어짐)이 부착된 낮은 벤치 또는 의자로 구성된다. 사람은 벤치에 앉아 반으로 가른 코코넛 껍질의 안쪽 표면을 양손으로 금속 원반 위에서 반복적으로 긁어낸다. 긁어낸 조각은 아래에 놓인 용기에 모인다.
1800년대 중반으로 거슬러 올라가는 현대적인 기계식 코코넛 긁개는 손잡이 크랭크가 달린 톱니 모양의 칼날로 구성된다. 이 버전은 영국의 발명품으로 여겨진다.

## 가공 코코넛 밀크 제품

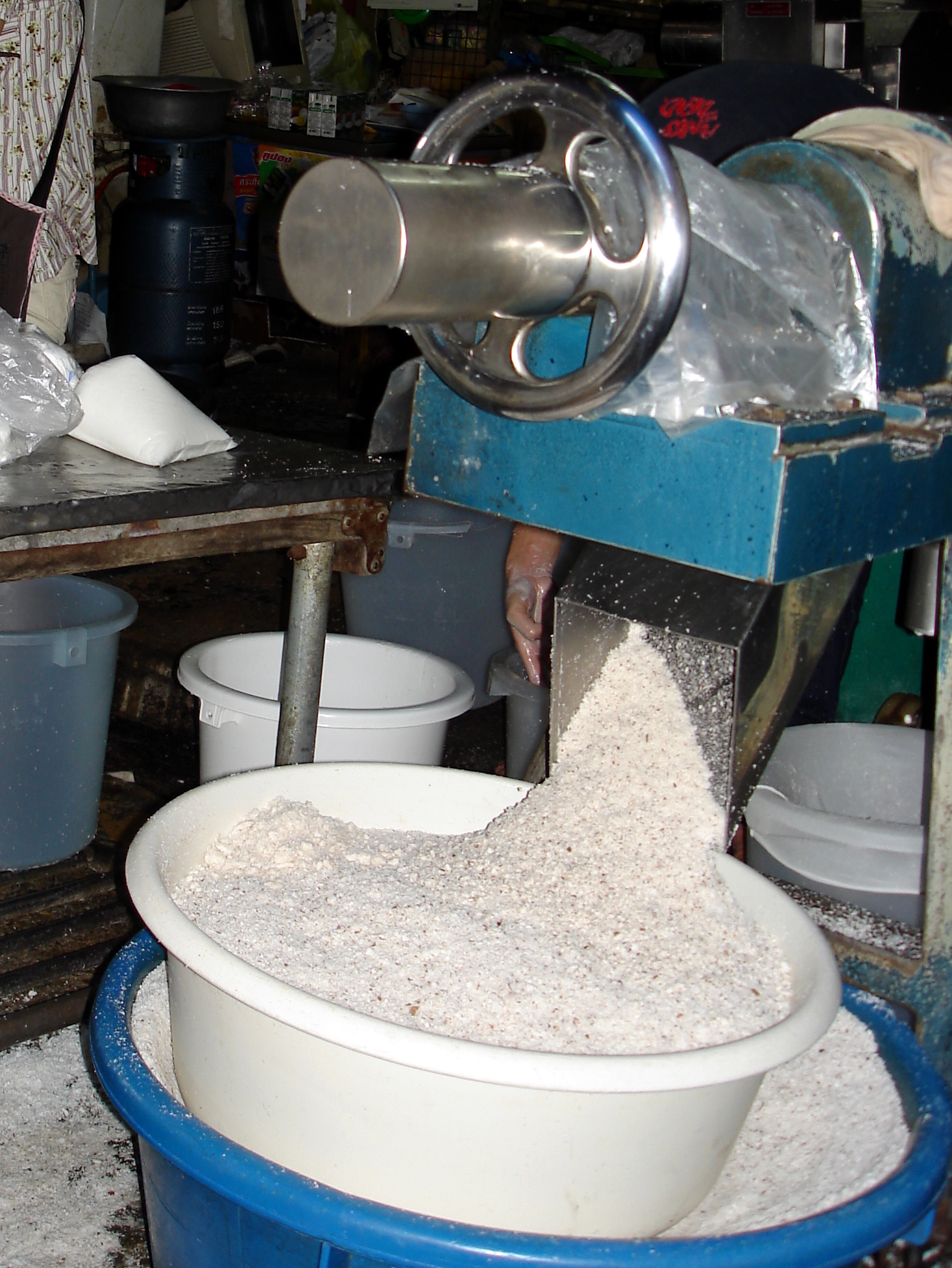
기계식 코코넛 분쇄기

상업적으로 가공된 코코넛 밀크 제품은 껍질 벗기는 기계, 분쇄기, 분쇄기, 전동 코코넛 파쇄기, 코코넛 밀크 추출기 등 더 많은 기계 장비를 사용하지만, 과육에서 코코넛 밀크를 추출하는 데 거의 동일한 공정을 사용한다.
그러나 병이나 캔에 담는 과정에서 크게 차이가 난다. 가공된 코코넛 밀크 제품은 먼저 100 메시 필터를 통해 여과된다. 코코넛 밀크가 응고되기 시작하는 온도인 80 °C (176 °F)를 넘지 않도록 70 °C (158 °F)에서 중탕으로 간접적으로 저온 살균된다. 저온 살균 후 즉시 충전 용기로 옮겨 밀봉한 다음 냉각시킨다. 그런 다음 병, 캔 또는 파우치에 포장하여 보관 및 운송을 위해 급속 냉동한다.
캔 코코넛 밀크 제조업체는 일반적으로 물을 첨가하여 희석하고 분쇄한 밀크를 혼합한다. 브랜드와 밀크 자체의 숙성도에 따라 더 걸쭉하고 페이스트 같은 농도의 물질이 캔의 맨 위로 떠오르며(전통적인 방법과 유사한 중력 분리), 때로는 분리하여 코코넛 밀크 대신 코코넛 크림이 필요한 요리법에 사용된다. 서구 국가에서 판매되는 일부 브랜드는 균질화 과정을 거치며, 캔 내부에서 밀크가 분리되는 것을 방지하기 위해 추가적인 증점제 및 유화제를 함유한다.
저온 살균 및 산소와의 최소 접촉과 같은 요인으로 인해 가공된 코코넛 밀크는 일반적으로 전통적으로 준비된 코코넛 밀크보다 유통 기한이 길다. 또한 갈아낸 코코넛에서 최대량의 코코넛 밀크를 추출하는 데 전통적인 방법보다 효율적이다.

### 코코넛 밀크 파우더
코코넛 크림은 코코넛 밀크 파우더로 탈수될 수 있으며, 이는 훨씬 더 긴 유통 기한을 갖는다. 이는 유동성을 개선하기 위해 말토덱스트린과 카세인을 코코넛 크림에 첨가한 다음 혼합물을 스프레이 건조하여 생산된다. 이 파우더는 방습 용기에 포장된다. 사용하려면 코코넛 밀크 파우더에 물을 첨가하면 된다.

### 코코넛 탈지유
코코넛 탈지유는 지방 함량이 매우 낮은(0%~1.5%) 코코넛 밀크이다. 코코넛 크림 및 코코넛 오일 생산의 부산물이며 일반적으로 버려진다. 그러나 지방 없이 코코넛 향을 필요로 하는 제품(코코넛 파우더, 코코넛 꿀, 코코넛잼 등)의 식품 재료로 점점 더 많이 사용되고 있다. 또한 우유 대체품으로 사용되는 코코넛 밀크 음료 생산의 기본으로 사용될 수도 있는데, 이는 일반 코코넛 밀크의 높은 지방 함량을 포함하지 않으면서도 수용성 단백질의 좋은 공급원이기 때문이다.

### 우유 대용품

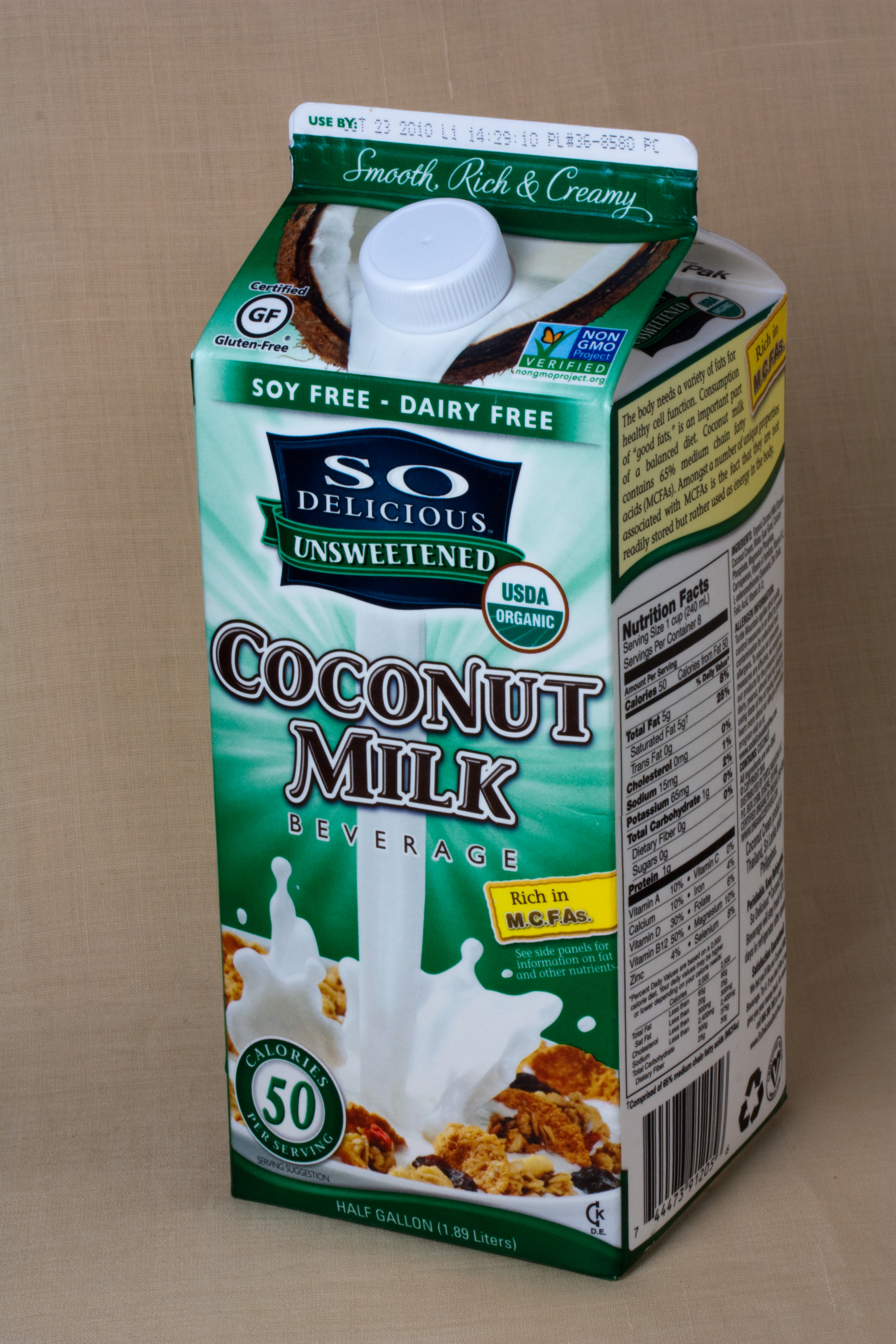
우유 대용물인 코코넛 밀크 음료 카톤

가공된 코코넛 밀크는 우유 음료 대용품으로 사용될 수 있으며, 일반적으로 "코코넛 밀크 음료"로 판매된다. 때로는 혼란스럽게도 단순히 "코코넛 밀크"로도 표기되지만, 요리용 코코넛 밀크(음료용이 아님)와는 같은 제품이 아니다. 코코넛으로 만든 우유 대용품은 기본적으로 물이나 코코넛 탈지유에 첨가제를 넣어 희석한 코코넛 밀크이다. 우유보다 지방과 칼로리가 적지만, 단백질도 적다. 칼륨 함량이 높고 섬유질과 철분의 좋은 공급원이다. 또한 일반적으로 비타민 D와 칼슘이 강화된다.

### 강화유
코코넛 밀크는 강화유 제품에도 널리 사용된다. 값비싼 유지방을 대체하는 식물성 기름과 단백질을 위해 젖(보통 탈지유 또는 분유)과 혼합된다. 여기에는 저지방 강화유, 증발 재구성유, 가당 연유 등이 포함된다.

### 치즈 및 커스터드 생산
코코넛 밀크는 치즈 및 커스터드 생산에도 사용될 수 있으며, 제품의 전반적인 품질을 저하시키지 않으면서 젖의 최대 50%를 대체한다. 탈지유와 코코넛 밀크를 혼합하여, 한 절차에서는 치즈를 개발한다. 여기에는 퀘소 데 아호(queso de ajo)라는 마늘 향이 나는 부드러운 치즈, 하우다 치즈 대체품, 그리고 "니요블루"(Niyoblue, tl|niyog("코코넛")와 "파란색"의 혼성어)라는 로크포르 치즈 대체품이 포함된다.

### 두유 강화
코코넛 밀크는 두유의 지방 함량을 높여 질감과 맛을 실제 우유에 가깝게 개선하는 데 사용될 수 있다. 코코넛 크림은 또한 두부 생산 시 두유에 첨가되어 기호성에 영향을 미치지 않으면서 칼로리 밀도를 높일 수 있다.

### 크림 오브 코코넛
크림 오브 코코넛은 걸쭉하고 매우 달콤하게 가공된 코코넛 밀크 제품으로 연유와 비슷하다. 원래 푸에르토리코 회사 코코 로페즈에서 생산되었으며, 미국에서 특히 피냐 콜라다에 사용된다. 다른 칵테일 음료 및 다양한 후식에도 사용할 수 있다. 코코넛 크림과 혼동하거나 대체하여 사용해서는 안 된다.

## 요리

### 코코넛 밀크 파생물

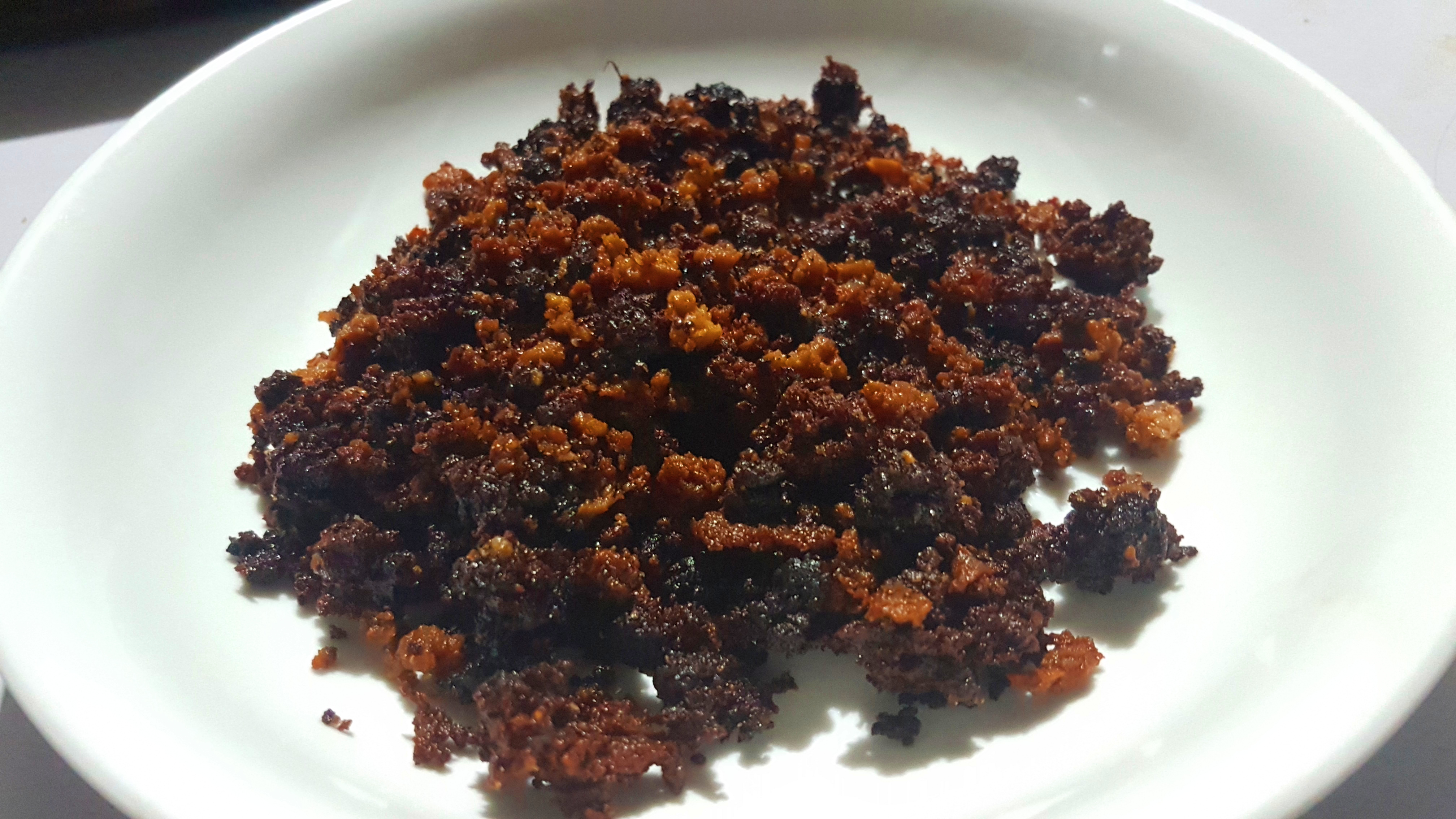
끓인 코코넛 밀크로 전통 코코넛 오일을 생산하는 과정에서 생기는 부산물인 코코넛 커드 라티크 (latík)

필리핀에서는 코코넛 밀크를 코코넛 캐러멜과 코코넛 커드로 가공할 수 있으며, 둘 다 라티크(latík)라고 불린다. 머스코바도 설탕과 코코넛 밀크를 졸여 만든 코코넛 캐러멜 라티크는 코코넛 시럽으로 시판되는 제품으로 개발되었다(코코넛 즙으로 만든 코코야자당과 혼동하지 말 것).

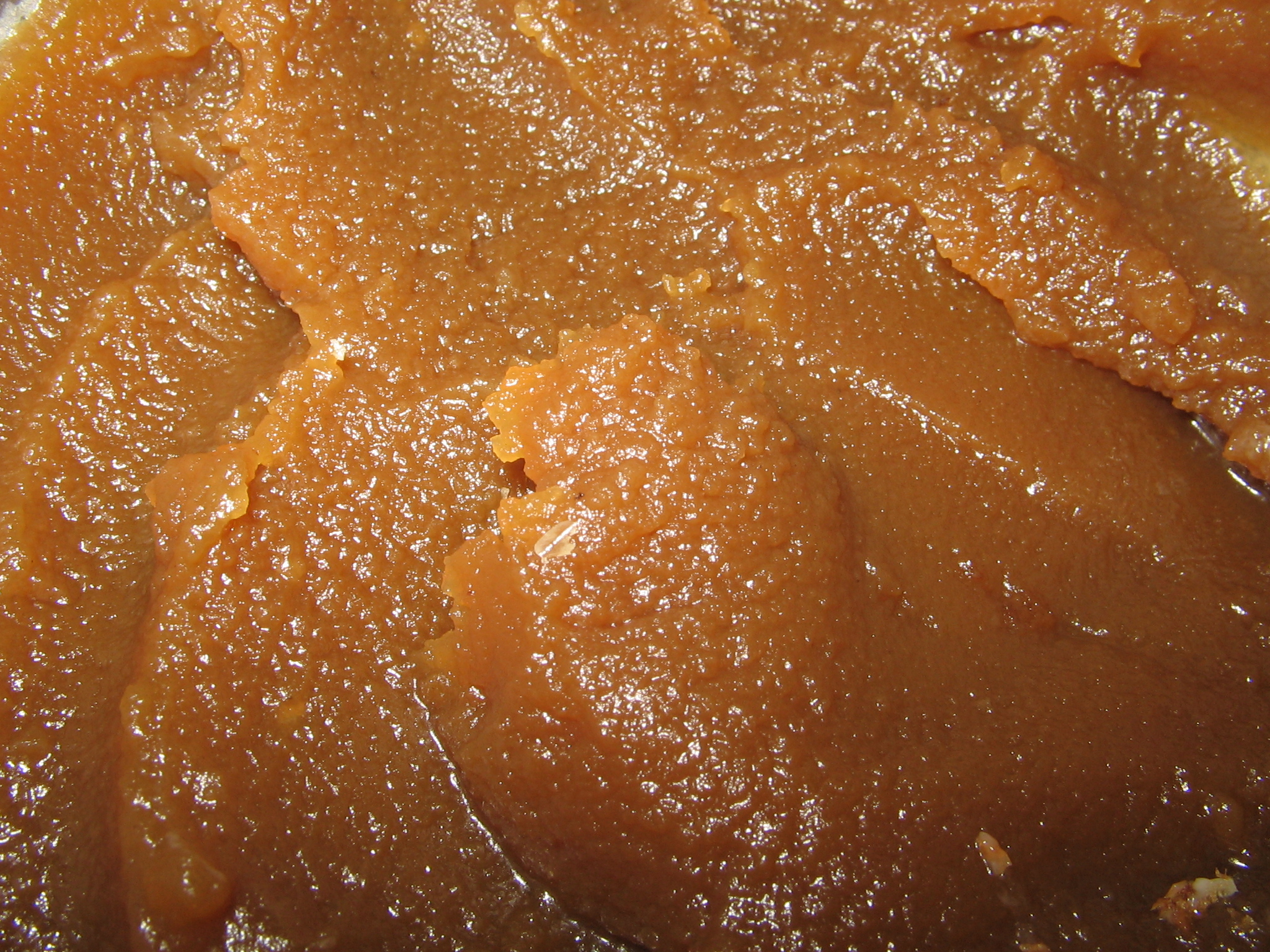
코코넛 밀크, 설탕, 달걀로 만든 카야 코코넛잼

동남아시아 전역에서 발견되는 유사한 제품은 코코넛잼이다. 필리핀에서는 마타미스 사 바오(matamís sa báo)라고 불리며 코코넛 밀크와 설탕만 사용한다. 그러나 인도네시아, 말레이시아, 싱가포르의 코코넛 잼(카야), 태국 (상카야), 캄보디아 (상키아), 베트남 (반 간) 버전은 설탕 외에 달걀도 첨가한다. 후자의 버전은 달걀이 없는 버전과 구별하기 위해 때때로 "코코넛 커스터드"라고 영어화되기도 한다. 코코넛 잼과 코코넛 커스터드는 더 걸쭉하고 잼 같은 농도를 가지며 다양한 전통 후식의 재료 또는 속재료로 사용된다.

### 음식
코코넛 밀크는 달콤한 요리와 짭짤한 요리 모두에 사용될 수 있다. 많은 열대 및 아시아 요리에서는 커리 및 후식을 포함한 다른 요리에 전통적인 재료로 사용된다.

#### 동남아시아
인도네시아에서 코코넛 밀크는 른당, 소토, 굴라이, 미 첼로르, 사유르 로데, 구덱, 삼발 고렝 크레첵, 오포르 아얌 – 와 같은 짭짤한 요리에서부터 세라비, es 첸돌, 에스 도거와 같은 달콤한 후식에 이르기까지 다양한 요리법에 사용된다. 소토는 인도네시아에서 흔하며 인도네시아의 국민 음식 중 하나로 여겨진다. 또한 코코넛 밀크로 지은 쌀 요리인 코코넛밥에도 사용되는데, 여기에는 말레이시아의 나시 르막과 인도네시아의 나시 우둑이 포함된다.
말레이시아에서 코코넛 밀크는 많은 요리의 필수 재료이며, 여기에는 널리 알려진 나시 르막 및 나시 다강, 른당, 락사, 굴라이 및 타밀과 마막 스타일의 커리와 같은 이 지역의 인기 있는 요리가 포함된다. 또한 쿠이 라피스, 카야 및 도돌과 같은 후식을 만드는 데도 사용된다.
필리핀에서는 코코넛 밀크로 요리한 다양한 음식을 기나타안이라고 부른다. 이는 짭짤한 요리에서부터 후식까지 다양하다. 코코넛 밀크는 전통적인 필리핀 카카닌(쌀 페이스트리의 총칭)을 만드는 데 널리 사용되며, 여기에는 비빙카와 비코 등이 포함된다.

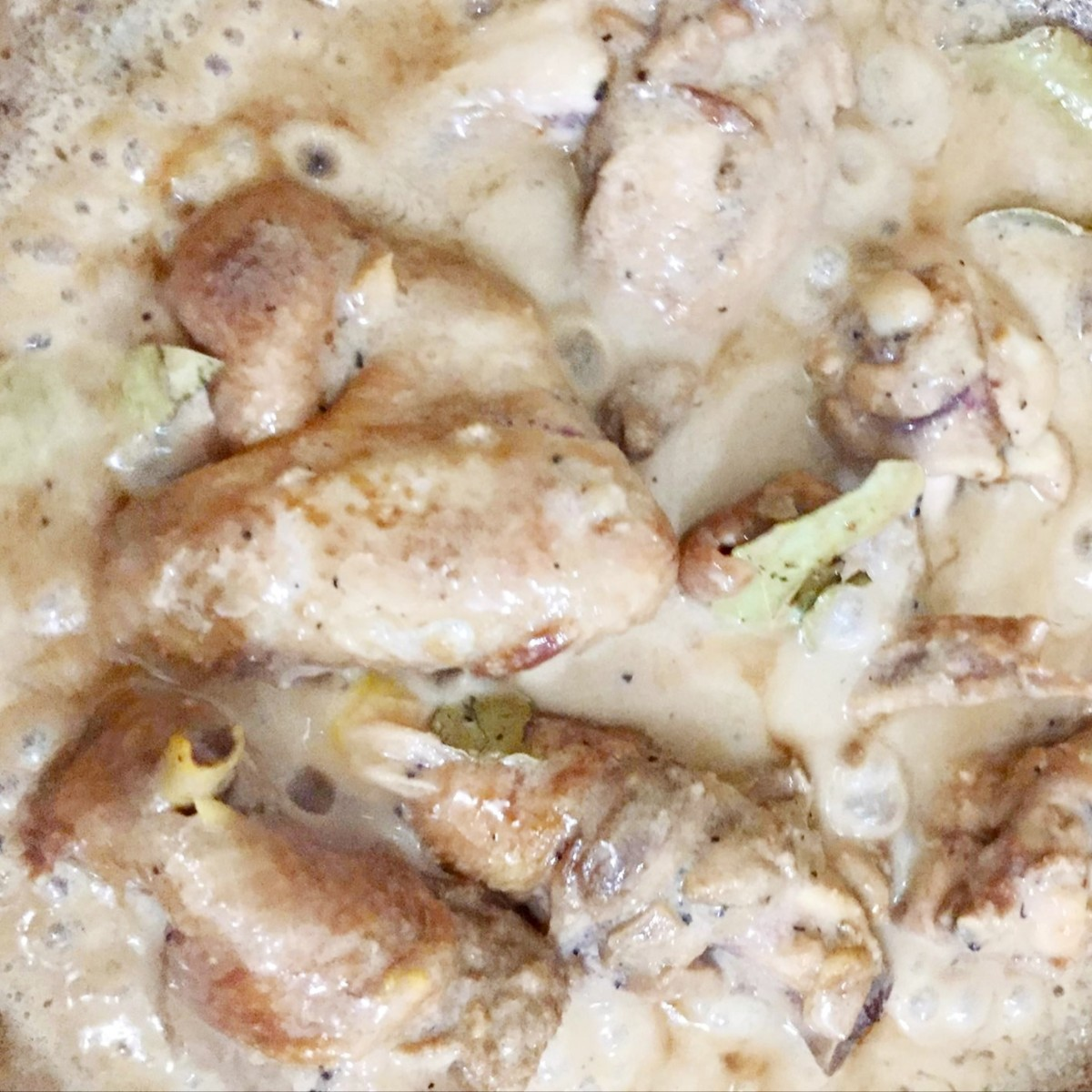
코코넛 밀크가 들어간 아도봉 마녹 사 가타, 필리핀 아도보의 변형 요리

태국에서는 똠 카 까이, 카오 톰 팟, 카오 니아오 마무앙, 똠 얌과 같은 요리에 코코넛 밀크를 사용한다.

#### 라틴 아메리카 및 카리브 제도
브라질에서는 코코넛 밀크가 주로 북동부 요리에 사용되며, 일반적으로 해산물 스튜와 후식에 쓰인다. 베네수엘라에서는 모히토 엔 코코(mojito en coco)라는 요리에 코코넛 밀크와 잘게 썬 생선을 넣어 만든다. 콜롬비아와 파나마에서는 갈아낸 코코넛 과육과 코코넛 밀크를 사용하여 달콤한 티토테(titoté)를 만드는데, 이는 아로스 콘 코코(arroz con coco, 코코넛밥)를 만드는 핵심 재료이다.
코코넛 밀크는 마하레테(majarete, 전형적인 베네수엘라 후식)와 아로스 콘 코코(arroz con coco, 베네수엘라식 코코넛밥)와 같은 전통적인 베네수엘라 요리를 만드는 데 사용된다.

### 음료

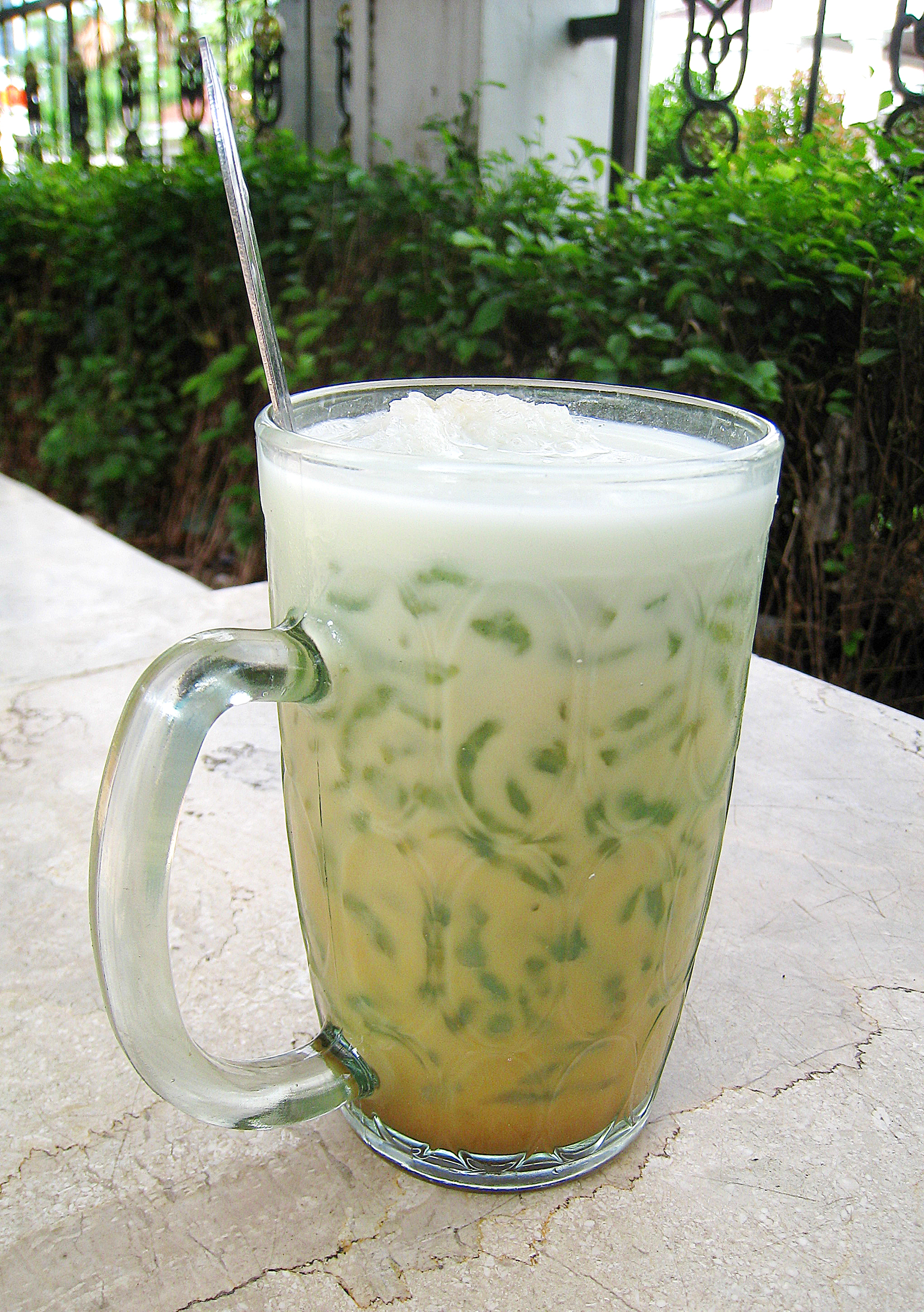
첸돌, 차가운 코코넛 밀크와 쌀가루로 만든 초록색 젤리가 들어간 얼음 음료

동남아시아에서 코코넛 밀크는 많은 전통 음료를 만드는 데 사용된다. 첸돌은 이 지역의 인기 있는 얼음 음료로, 차가운 코코넛 밀크와 쌀가루로 만든 녹색 젤리가 들어 있다. 코코넛 밀크는 인도네시아의 인기 음료인 반드렉(bandrek)과 바지구르(bajigur)와 같은 따뜻한 음료에도 사용된다. 이 외에도 코코넛 밀크는 이 지역의 여러 국가, 특히 베트남(cà phê dừa)과 말레이시아 및 인도네시아(코피 산탄)에서 커피와 함께 선택적으로 즐겨 마시는 음료이다.
가당 코코넛 밀크와 물로 희석한 코코넛 밀크는 남중국과 중화민국에서 인기 있는 두 가지 코코넛 음료이다.
코코넛 내부의 젤리 같은 과육은 종종 코코넛 워터에 추가되어 열대 음료로 만들어진다. 예를 들어 브라질에서는 코코넛 밀크를 설탕과 카샤사와 섞어 바티다 드 코코(batida de côco)라는 칵테일을 만든다.:183 푸에르토리코는 피냐 콜라다와 코키토와 같이 코코넛이 들어간 열대 음료로도 유명하며, 이들은 일반적으로 코코넛 밀크 또는 코코넛 크림을 함유한다.

## 포화 지방 및 건강 위험
코코넛 밀크의 가장 두드러진 성분 중 하나는 코코넛기름인데, 많은 보건 기관에서는 높은 포화 지방 함량으로 인해 상당량을 섭취하지 않도록 권고한다. 코코넛 밀크를 과도하게 섭취하면 혈중 콜레스테롤 수치가 높아질 수 있는데, 이는 혈중 콜레스테롤을 높이는 포화 지방인 라우르산의 양 때문이다.

## 원예
1943년, 코코넛 밀크가 식물 성장을 적극적으로 촉진할 수 있다는 사실이 발견되었다. 코코넛 밀크가 식물 성장에 기여하는 많은 요인이 있지만, 주요 원인은 코코넛 밀크에서 발견되는 시토키닌의 일종인 제아틴의 존재이다. 코코넛 밀크의 제아틴은 일반적으로 식물 성장을 촉진하지만, 무와 같은 특정 식물의 성장을 가속화하지는 않는다.:8 그러나 밀을 재배하는 기질에 10% 코코넛 밀크를 첨가하면 상당한 개선이 관찰되었다.

## 상업
코코넛은 열대 기후에서 널리 생산되며, 통조림 제품으로 전 세계로 수출되는데, 가장 빈번하게는 북미와 유럽으로 수출된다.

## 같이 보기
- 코코넛 긁개
- 코코넛버터
- 코코넛워터
- 코코넛크림
- 식물성 밀크